# Geografía de Pensilvania

Mapa de Pensilvania con sus condados

La geografía de Pensilvania varía desde el nivel del mar hasta las mesetas montañosas. Es importante por los recursos naturales y los puertos y es notable por su papel en la historia de Estados Unidos.

## Características generales
- Tiene una superficie de 119,282km2, siendo el 33º estado del país por superficie.
- De los 119,282, 3209km2 son de agua.
- La altitud media es de 335msm y la máxima de 979msm.
- Pensilvania tiene 257 km de largo de norte a sur y 455 km de este a oeste.

## Montañas
El territorio de Pensilvania es atravesado de suroeste a noroeste por los Apalaches, al noroeste se encuentra la meseta de Allegheny, que continúa por Nueva York.

## Aguas
El río Delaware transcurre por 92km en Pensilvania. Pensilvania tiene uno de los puertos más importantes de Estados Unidos, el Puerto de Filadelfia, además del puerto de Pittsburgh.